# Can Revento
Can Revento és una obra renaixentista de Granollers (Vallès Oriental) protegida com a Bé Cultural d'Interès Local.

## Descripció
Casa unifamiliar entre parets mitgeres, amb una planta baixa i dos pisos, la seva façana està arrebossada.
El portal està conformat per un arc pla i una llinda d'una peça, així com a les finestres.

## Història
Aquesta casa pertangué a la xarxa de noves construccions fora muralles, bastides el segle xvi.
La primera expansió extra murs seguí el camí ral, de forma lineal, formant els ravals del carrer Corró, al nord, i el de Barcelona al sud.